# Helyi adózás Magyarországon
A helyi adórendszer kialakításának célja az önkormányzat gazdálkodásának megalapozása; a gazdálkodás anyagi alapjainak erősítésével a központi függés csökkentése. A helyi adókról szóló törvény meghatározta a helyi döntési autonómiára épülő adórendszer kereteit, feltételeit. A helyi adóval kapcsolatos önkormányzati döntéseket többnyire a költségvetés rövid távú bevételi szükséglete motiválja. Ezért háttérbe szorultak a vállalkozások feltételeinek javítására vonatkozó hosszabb távú érdekek.
Magyarországon a helyi adókat észszerűtlenül nem a Nemzeti Adó- és Vámhivatal szedi be, hanem minden önkormányzatnak a helyi adók beszedéséhez működtetnie kell egy adóügyi osztályt. Holott ha egy adófajta önkormányzati adó, attól még ugyanúgy beszedhetné a Nemzeti Adó- és Vámhivatal, a beszedett adóbevételt pedig a központi adókkal szemben nem a magyar államkincstárnak, hanem az önkormányzatok számlájára utalná.

## Története
A helyi adórendszer jogi és egyéb feltételeit illetően a bevezetést követő rövid időn belül olyan változásokon ment keresztül, mely a helyi adó bevételek nagyságát országosan különbözőképpen befolyásolta. Így az egyes tevékenységeket preferáló kedvezmények körének bővítése az adóztatás lehetőségének csökkentette. A helyi adótörvény módosítgatásának gyakorlata az önkormányzatok költségvetését megalapozó számítások elvégzését és rendelet alkotási tevékenységét nehezítette célozta, összességében a jogalkalmazást és jogbiztonságot sem erősítette.
Adóztatással kapcsolatos feladatokat azon az önkormányzatok is ellátnak, ahol helyi adót nem vezettek be. A gépjárműadó lényegében központi adóbevétel, mert 1996. január 1-jéig nem volt az önkormányzatoknak ráhatása annak mértékére. Az önkormányzatokat a bevételek 50%-a illette meg, viszont a költségviselés 100% volt. Az adó beszedése indokolatlanul munkaigényes.
1996-tól a gépjármű adótörvény az adókötelezettség szempontjából a január 1-jei állapotot veszi igénybe, de az adóalanyok személyében illetve. Fizetési kötelezettségében a bekövetkező évközi változások korrekcióját havi rendszerességgel érvényesíti. Ez az adóalanyoknak nem biztosít számottevő fizetési könnyítést, az adóhatóságoknak viszont komoly többlet terhet – gyakran éven belüli többszörös – tulajdonosváltás adminisztratív követése. A pénzügyminisztérium az elmúlt években mintegy 150 szakmai iránymutatást, jogértelmezést adott ki. Az erre vonatkozó igényt az önkormányzati adóhatóságok szakmai felkészültségének hiányosságai mellett az is növelte, hogy az 51 §-ból álló helyi adótörvényhez már 35 pontos értelmező rendelkezés tartozik, melyek még ma sem egyértelműek az alkalmazásban.
Az országgyűlés 1995. november 25-én módosította a helyi adókról és a gépjárműadóról szóló törvényeket. A módosítás jelentős mértékben növelte az emelhető adómértéket, szűkítette a kötelező mentességek körét és önkormányzati hatáskörbe utalta a gépjárműadó tételeinek megállapítását.
A helyi adókról szóló 1990. évi C. törvény (a továbbiakban: Htv.) előkészítése során azzal számoltak, hogy az 1988. évi adóreform folytatásaként megteremtődnek a központi adórendszer a helyi adók harmonizációjának feltételei, de a központi adók súlyának csökkentésével párhuzamosan megvalósítható legyen a helyi adók jelentőségének, az önkormányzati bevételek között súlyának és ezen keresztül az önkormányzatok gazdasági önállóságának növelése.
..ˇ" A Pénzügyminisztériumban a várható tendenciák előrejelzésére makroszintű számításokat végeztek, s néhány önkormányzatnál modellezték a helyi adók bevezetésének hatását¸ összevetve a korábbi tanácsi adókkal. Miután a helyi adóztatási autonómia magában foglalja, hogy az önkormányzatok a törvényben meghatározott adónemek bevezetéséről maguk döntenek a helyi adók várható összegének, hatásának előzetes becslése csak sok bizonytalansággal volt előre jelezhető. A becsléseket arra alapozták, hogy a helyi adók bevezetése az állampolgárok és az adótárgyak széles körét érinti, az adó mértékeket átlagosan a törvényi maximum 50%-ában határozzák meg (kivéve a lakástulajdont, melynél 25%-ban) a törvényben foglalt kötelező mentességek, kedvezmények körét nem bővítik A számítások alapján a magánszemélyektől 23-24 Md Ft, a vállalkozói szférából további 40 Md Ft adóbevételt jeleztek, ami a tanácsi adókhoz képest a lakosság körében 6-szoros, a gazdálkodó szerveknél 13-szoros adónövekedést jelentett volna. Az előzetes számítások és a tényleges befizetések közötti különbség jelentős, amely főként abból adódott, hogy a modellszámításokat pontatlanul sok hibával készítették el, esetenként azonos adótárgynál tiltott többszöröződéssel is számoltak. Összességében a 7 Md Ft nagyságrendet képviselő tanácsi adó és egyéb adójellegű (például telekhasználati díj) bevételekkel szemben 63 Md Ft helyi adóbevétel prognosztizálása az adórendszer egésznek (központi és helyi) harmonizációja, illetve a teherviselő képesség szempontjából sem volt reális. A helyi adók ilyen előrejelzése csak a központi adók csökkentése vagy jelentős gazdasági növekedés esetén teljesülhetett volna ˇ …
A helyi adókból várható bevételek nagyságát az önkormányzatok bevételi szabályozásában elfoglalt szerepét, gazdálkodásukra gyakorolt hatását a modellszámítások nem voltak képesek megfelelően előre jelezni. Az önkormányzatok információi alapján az államháztartási mérlegben már mérsékeltebb bevétellel számoltak, mint a Htv. előkészítése során. Az önkormányzatok által elfogadott előirányzatok és a tényleges adóbevételek azonban ettől is rendre eltértek. A lakosság jövedelmi viszonyaihoz, a közteherviselő képességéhez igazodó helyi adók nyilvánvalóvá teszik a vállalt közfeladatok közötti összefüggést a közpénzek felhasználásában az adófizetők kontrollját. Ennek feltétele, hogy a helyi adók bevezetésének célját meghatározzák, ezzel az adófizetők többsége azonosuljon, valamint a beszedett helyi adókról és azok felhasználásáról tájékoztatást kapjon. A Htv. nem teszi kötelezővé a felhasználási célok meghatározását, csak arra kötelezi a képviselő-testületeket, hogy a költségvetési beszámoló részeként a beszedett adó összegéről tájékoztassák a település lakosságát. A Htv. egyedül a kommunális jellegű adók bevezetésének célját jelölte meg az infrastruktúra fejlesztésében, valamint a környezetvédelmi feladatok ellátásában, de a törvény módosítása során az 1993. évtől a kommunális jellegű adók bevezetésének céljára vonatkozó meghatározást hatályon kívül helyezték.

## A helyi adók bevezetése; rendeletalkotás
Az 1990. december 30-án kihirdetett 1990. évi C. törvény, a Htv. 1991. január 1-jétől hatalmazta fel a települési önkormányzatokat a helyi adóztatási jog gyakorlásával. 
Az 1991-es év az átmenet éve volt, mivel éltek még a tanácsi adók, adójellegű kötelezettségek. és az önkormányzatoknak is fel kellett készülni a helyi adóztatás bevezetésére. Az országban 1991-ben 308 helyi önkormányzat vezette be a helyi adót. Az 1994-es választásokat követően számos eddig helyi adót nem alkalmazó önkormányzat vezetett be a helyi adóztatást. A ciklus első évében az új képviselő-testületek bátrabban éltek a lehetőséggel. A helyi adó bevételekről azok az önkormányzatok sem tudnak lemondani, ahol ennek volumene, aránya csekély, tekintve, hogy ez a forráshiány mérséklést és nem többlet feladatok megoldását szolgálta. Az 1990-es évet követően sok településen megkezdődött a lakosságot közvetlenül érintő infrastrukturális fejlesztés. például a kábeltelevízió, a telefonhálózat és a szennyvíz előkészítése. a vezetékes gázhálózat kiépítése is. A központi támogatásokon túl, a lakosság önkéntes áldozatvállalása nélkül ezek a fejlesztések nem valósulhatnának meg. A Képviselő-testület mérlegelve a lakosság széles rétegét érintő terheket, azokat az adókat amelyek a magánszemélyeket terhelik nem vezették be vagy elhalasztották annak bevezetését.
A helyi adókkal kapcsolatos döntésekre jellemző, hogy az iparilag fejlettebb településeken a vállalkozások adóztatását helyezték előtérbe, az idegenforgalom szempontjából frekventált területeken elsősorban a nem helyi lakosokat terhelő adókat vezettek be, illetve ahol a helyi lakosság volt elsősorban fizetésre kötelezhető, ott az adó mértékét alacsonyabban állapították meg.
Jogalkotási tapasztalatok, megfelelő információk és adójogi ismeretek hiányában nem tudták felmérni az előkészítés során, hogy az adók bevezetése az adóalanyok számára milyen terhet jelent, illetve az adóalanyok, adótárgyak köre, az adóztatás várható költségei, milyen mértékűek. Ezért az adóztatás tapasztalatai után utólag módosították az adórendeleteiket, s a rendelkezésekben az adóztatási jog kiüresedett.

## A helyi adók rendszere

### Vagyoni típusú adók
A vagyoni típusú adók: az építményadó és a telekadó. A lakások adóztatást egyfelől a Htv. kötelező mentességi szabályai, másfelől az építményadót a lakásra is kiterjesztő önkormányzatok a helyi lakosságot számon módon kezdeményezték vagy teljes adómentességet biztosítottak a helyi állandó jellegű lakosságnak. Nem megoldott az ingatlanok értékalapú hatékony és igazságos adóztatása. Tisztázásra várnak a központi és a helyi adók rendszerbeli helyével az önkormányzatok finanszírozásában betöltött szerepével kapcsolatos elméleti és gyakorlati kérdések. A forgalmi érték után adóztatással általában nem éltek, mert előnyei nem állnak arányban az alkalmazáshoz szükséges előkészítő munkával. Az épületrész (épületen belüli üzlet, garázs) adóztatása 1993. január 1. óta volna lehetséges. A Htv. módosítása szűkítette az állattartást szolgáló és a növénytermesztéshez kapcsolódó tárolóépületek, továbbá közszolgáltató szervezetek adóztatását. A telekadóban mentességet biztosít az építmény rendeltetésszerű használatához szükséges földrészletre.

### Kommunális típusú adók
A kommunális típusú adók keretében kétféle adó alkalmazható olyan adótárgyakra, amelyek egyrészt csak erre az adónemre jellemzőek. / A magánszemélyek kommunális adójában a lakásbérleti jogviszony, az idegenforgalmi adóban a nem állandó lakosként való tartózkodás), másrészt a vagyoni típusú adók körében maradókkal terhelhetők (például : lakás, telek, üdülőtulajdon) Ez utóbbiak esetében tilos az adótöbbszörözés, csak egyféle adó alkalmazható rájuk.
Az adótárgyak és adónemek változatossága széles mozgásteret biztosíthatnának a településeknek. A kötelező mentességek (1995-ben megszűntek) a magánszemélyek kommunális adójának tekintetében a kommunális fejlesztéseket megvalósító településeken az adóztatási jogot kiürítették.

### Iparűzési adó
Az iparűzési adó Európában egyedi adófajának tekinthető, más európai országban ilyen, bevételen alapuló adófajtát nem alkalmaznak a vállalkozások számára, mely súlyos versenyhátrányt jelent a magyar gazdaságnak. Az iparűzési adó alapja – szemben a társasági adó alapjával – nem csökkenthető a külföldi anyavállalat költségeinek a magyar telephelyre való áthárításával, így ennek az adófajtának a jelenlegi maximális 2%-a komolyan rontja Magyarország esélyeit a nemzetközi versenyben.
Ennek az adónemnek további problémája, hogy nem vonatkoznak rá a kettős adózást elkerülő egyezmények. Ha egy magyar vállalkozás bécsi telephelyén termeli meg nyeresége felét, akkor Ausztriában megfizeti az iparűzési adót a nyereség fele után, Magyarországon pedig a teljes nyeresége után. A bécsi rész után tehát kétszer kell adózni.
A helyi iparűzési adó szerepe a helyi adóztatásban meghatározó. A helyi adózásról szóló jogszabályok módosításai során két egymással ellentétes hatás érvényesült az évek során:
- az adó csökkentés irányába hatott, hogy 1993-tól lehetségessé vált az eladott áruk beszerzési értékének (ELÁBÉ) és a tovább számlázott alvállalkozói teljesítményeknek a levonása a nettó árbevételből, másrészt 1995. július 1-jétől lehetséges a pénzintézetek, biztosítók adóalap-szűkítése és a közszolgáltató szervezetek adókötelezettségének módosítása. 2000-től az anyagköltséget egyre növekvő mértékben le lehetett vonni az adóalapból, viszont az alvállalkozói teljesítmények helyett az ún. közvetített szolgáltatásokkal lehet csak csökkenteni az adóalapot, és ennek sokkal több formai feltétele van;
- bővült az önkormányzatok által adható adókedvezmények köre;
- a befizetett adó növekedését eredményezte az adómérték felső határának emelése 1993-ban 3‰-ről 8‰-re, valamint az inflációt követő adóalap. Később a maximális mérték 12‰ lett. 2000-től az iparűzési adó felső határa 2%.

Sokan a fentieket úgy szokták összesíteni, hogy az iparűzési adó a nettó árbevétel 2%-a. Ez azonban tévedés. Az iparűzési adó alapja ugyanis a nettó árbevétel fentebb – még csak nem is teljes körűen – jelzett értékek levonása után keletkező ún. korrigált nettó árbevétel. A 2% csak a lehetséges maximum. Budapesten és számos magyarországi nagyvárosban ez valóban 2%, de sok településen ennél kisebb. 
A fenti általános szabályon túl számos speciális iparűzési adó szabály is létezik. Ezek közül a legismertebb az EVA-sokra (Egyszerűsített Vállalkozói Adó hatálya alá tartozókra) vonatkozik: választhatnak az általános szabályok és a között, hogy az iparűzési adó alapja az EVA-alap fele. A települések az iparűzési adófizetési kötelezettségét felső határértékhez köthetik. Budapesten, ha a korrigált nettó árbevétel nem éri el a 700 ezer forintot, nincs adófizetési csak bevallási kötelezettség.
Magyarország EU-csatlakozása után több magyar cég vitatta az iparűzési adó jogszerűségét, azzal az indoklással, hogy az Európai Unió csak egyetlen forgalmi típusú adót engedélyez a tagállamoknak, ez pedig Magyarországon az általános forgalmi adó (áfa). Ennek alapján két magyar bíróság kezdeményezte az Európai Közösségek Bíróságánál ennek az adónemnek a vizsgálatát. Az ítélet szerint a magyar iparűzési adó nem forgalmi típusú adó.
Magyarországon 2013-ban néhány száz településen nincs iparűzési adó. Ezekről a településekről hivatalos lista nincs. Az önkormányzatok honlapjain, újságcikkekben, felhasználók által készített honlapokon lehet információkat találni. Az ún. ipa-mentes településeknek azért éri ez meg, mert a vállalkozások odatelepülésével egyéb bevételeik (pl. a gépjárműadóból származó bevételek) nőnek.
Bár Magyarországon a társasági adó 9%-os mértéke a legalacsonyabb az Európai Unió tagállamai közül, azonban az EU-ban csak Magyarországon létező iparűzési adó és innovációs járulék együttesen dupla akkora terhelést jelent a cégeknek, mint a társasági adó; 2020-ban 407 milliárd folyt be a társasági adóból, viszont 729 milliárd forint bevétel keletkezett az iparűzési adóból, és 89 milliárd forint folyt be az innovációs járulékból. Ugyanakkor míg a társasági adó a profitra helyezi az adózást, addig az iparűzési adó és az innovációs járulék a bevételen alapszik, így az iparűzési adó és az innovációs járulék azokat jutalmazza, akik a lehető legkevesebbet állítják elő, és azokat bünteti, akik magas hozzáadott értéket állítanak elő, illetve innovatív technológiába fektetnek be.
A társasági adónak a kb. 25%-osra emelésével kiváltható és megszüntethető lenne az iparűzési adó és az innovációs járulék. A három adónem összevonása élénkítené gazdaságot, javítaná a versenyképességet, egyszerűsítené az adózást, csökkentené az adminisztrációs terheket, csökkentené az adónemek számát és igazságosabbá tenné a közteherviselést.